# Federació Catalana de Físic-Culturisme
La Federació Catalana de Físic-Culturisme és l'organisme rector que ordena, impulsa i dirigeix l'activitat esportiva del físic-culturisme a Catalunya. Forma part de la Unió de Federacions Esportives de Catalunya.

## Història

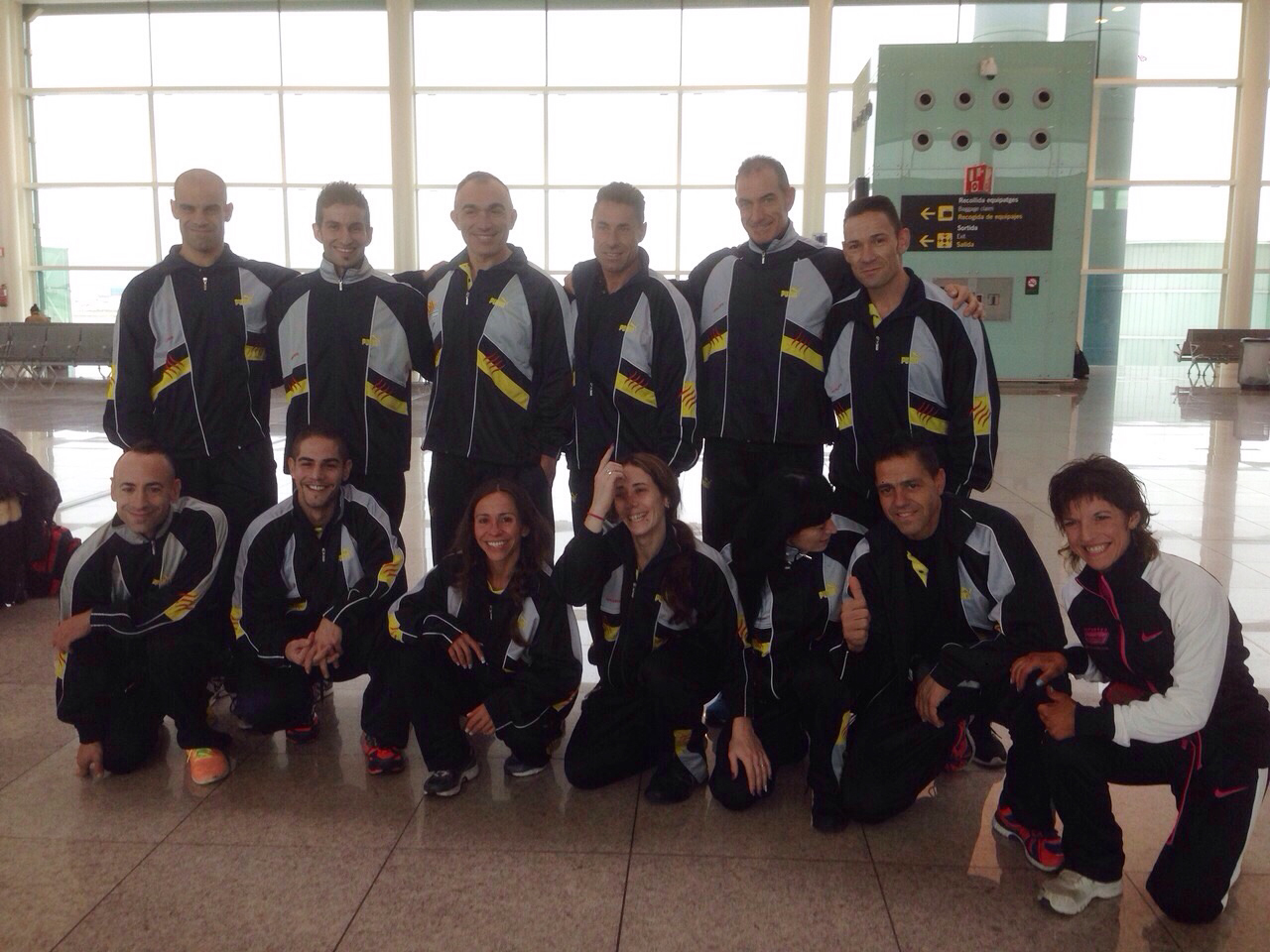
Selecció Catalana Mundial UIBBN 2014

El precedent de la federació, es troba en l'Associació Catalana de Físic-Culturisme que es va independitzar el 1998 de la "Asociación Española de Fisicoculturismo", i aquest mateix any aquesta associació catalana ja va ser admesa de manera provisional com a membre de la Unió Internacional de Body Building Natural (UIBBN). Quatre anys més tard, l'Associació Catalana de Físic-Culturisme va ser reconeguda com a federació i la UIBBN la va admetre com a membre de ple dret. Al principi, la pràctica del culturisme estava regulada per la Federació Catalana d'Halterofília, fins que el 24 de febrer del 2001 es constitueix la Federació Catalana de Físic-culturisme i tres anys després, inclou la disciplina del powerlifting. Des d'aleshores s'ha cobert un llarg camí que ha fet que el fisic-culturisme català estigui situat en primera línia de l'esport internacional. Els seus esportistes han rebut diverses vegades el Premi Alt Rendiment Esportiu de Catalunya (Premis ARC). El 2008, Enric Torrent com a president de la federació, obtingué la insígnia d'or atorgada per la Plataforma Proseleccions Esportives Catalanes en el marc dels premis anuals "President Companys", i la selecció catalana de fisic-culturisme ha rebut la insígnia de plata en reconeixement dels seus èxits esportius representant internacionalment a Catalunya, que en el 2010 va obtenir el "Premi d'Honor de l'Esport Català" atorgat per la fundació privada "Esport Català" i la Secretaria General de l'Esport. La selecció catalana ha aconseguit la medalla d'or en els Campionats del Món 2010 i en els d'Europa 2012, així com la de plata en l'europeu del 2000 i en el mundial del 2011, i tres medalles de bronze en el continental del 2001, en el mundial del mateix any i en l'europeu del 2011. Tots aquests premis han estat assolits competint sota els auspicis de la UIBBN,. A nivell organitzatiu la federació, va organitzar el 2001 el Campionat d'Europa a Cornellà de Llobregat i posteriorment n'ha acollit d'altres, com el Mundial de 2010 a Sitges.

## President

### Enric Torrent Méndez (2002-)

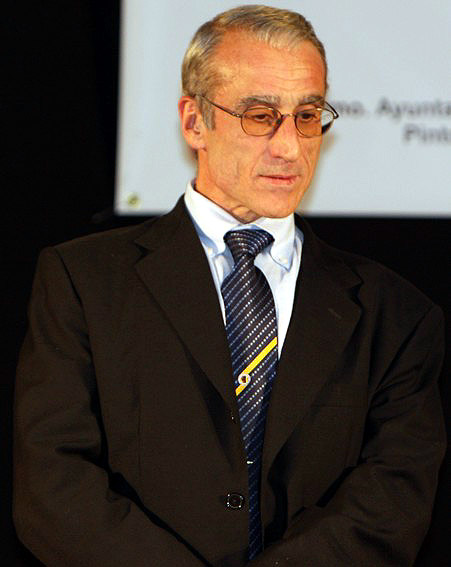

Es va iniciar en la pràctica del fisic-culturisme l'any 1969 en el desaparegut Centre Gimnàstic Barcelonès i posteriorment va passar al Gym Matheu, en el qual es va iniciar en la competició. En una primera etapa, la seva trajectòria esportiva inclou dos títols de campió de Catalunya (1971 i 1972) i quatre d'Espanya (1973, 1975, 1976 i 1983). Després de retirar-se de la competició durant un temps, el 1995 va reaparèixer en la categoria màster (majors de 40 anys) i va obtenir dues medalles de bronze als Campionats del Món de 1998 i 1999, i una d'or en l'Europeu del 2000. El 1998, en independitzar-se de l'Associació Espanyola, es va convertir en el president de l'Associació Catalana de Físic-Culturisme. També és tècnic esportiu en fisic-culturisme i musculació i jutge internacional. Ocupa el càrrec de president des de la seva fundació i a més és vicepresident de la UIBBN.